# Pjotr Weliki (Schiff, 1998)
Die Pjotr Weliki (russisch Пётр Великий ‚Peter der Große‘) ist ein Lenkwaffenkreuzer (Atomkreuzer) der Projekt 1144 Klasse, die auch als Kirow-Kasse bekannt ist der russischen Marine, das seit 1998 in Dienst steht und Flaggschiff der russischen Nordflotte ist.

## Geschichte
Die spätere Pjotr Weliki wurde am 25. Oktober 1986 als viertes Schiff ihrer Klasse beim Baltischen Werk in Leningrad (heutiges Sankt Petersburg) mit dem geplanten Namen Juri Andropow auf Kiel gelegt. Der Stapellauf erfolgte am 29. April 1989 und die Indienststellung am 19. April 1998.
Am 11. November 2013 übernahm der Kreuzer als Flaggschiff die Führung der Mittelmeerflotille Russlands vom Kreuzer Moskwa.
Ende April 2023 berichtete die russische Presse, dass der Kreuzer wegen fehlender Mittel nicht modernisiert, sondern außer Dienst gestellt und schließlich abgewrackt werden soll.